# Sławomir Ławicki
Sławomir Ławicki – polski naukowiec, lekarz, diagnosta laboratoryjny,profesor doktor habilitowany nauk medycznych o specjalności analityka kliniczna, biochemia kliniczna, diagnostyka laboratoryjna.

## Życiorys
W 1998 ukończył studia na kierunku analityka medyczna, a w 1999 na kierunku lekarskim na Akademii Medycznej w Białymstoku. Zaraz po studiach rozpoczął pracę na uczelni. W 2004 pod kierunkiem prof. Macieja Szmitkowskiego obronił pracę doktorską „Cytokiny hematopoetyczne (HGFs) jako markery raka piersi” uzyskując stopień naukowy doktora nauk medycznych. W 2014 na podstawie osiągnięć naukowych i złożonej rozprawy „Cytokiny hematopoetyczne jako markery nowotworów narządu rodnego” uzyskał stopień naukowy doktora habilitowanego nauk medycznych. W 2021 uzuskał tytuł profesora nauk medycznych i nauk o zdrowiu. Posiada specjalizację z diagnostyki laboratoryjnej. Jest w trakcie specjalizacji z medycyny rodzinnej.
Zatrudniony jest na stanowisku adiunkta w Zakładzie Diagnostyki Biochemicznej UMB.